# Attentat du 24 octobre 2020 à Kaboul
L'attentat du 24 octobre 2020 à Kaboul est un attentat-suicide perpétré par un kamikaze à proximité du centre éducatif "Kawsar Danech" dans le quartier de Dashte Barchi, à Kaboul en Afghanistan,,. L'attaque entraine la mort de 30 à 36 personnes et en blesse au moins 70 autres,,. La plupart des victimes sont des adolescents qui fréquentaient le centre éducatif,. 
Il est à noter que le centre éducatif "Kawsar Danech" avait déjà été la cible d'un projet d'attentat trois ans et demi auparavant. Mais à l'époque, l'assaillant s'était accidentellement donné la mort avec sa propre arme : une grenade lui ayant sauté dans la main avant qu'il n'ait pu la lancer,,. 

## Déroulement
Selon le porte-parole du ministère de l'Intérieur (en), Tariq Arian : « Un kamikaze ayant tenté de pénétrer dans le centre éducatif Kawsar Danech a été identifié par les agents de sécurité du centre et s'est fait explosé dans la rue avant d'avoir pu atteindre sa cible »,,,.
Selon des sources de sécurité, le kamikaze est d'abord entré dans le centre éducatif avec ses propres vêtements, puis en est reparti. Quelques minutes plus tard, il s'est présenté devant le centre en tenue militaire et a activé ses explosifs après avoir été repéré par des gardes. 

## Victimes
L'attentat ayant eu lieu dans l'allée menant au centre éducatif, les principales victimes sont des élèves qui venaient de quitter leurs salles de classe ou, au contraire, attendaient d'entrer dans l'établissement. 
La plupart des victimes étaient des élèves âgés de 16 à 20 ans qui se sont rendus dans le centre éducatif pour préparer leur examen d'entrée à l'université. Outre les élèves, on compte un mort et trois blessés parmi les membres de l'équipe de sécurité du centre éducatif. 

## Responsabilité
Quelques heures après l'attentat, la présidence afghane a pointé du doigt les taliban au travers d'une déclaration sur son compte twitter officiel : @ARG_AFG,,,. Les taliban ont de leur côté fait savoir qu'il n'avait rien à voir avec l'attaque, via une annonce de leur porte-parole Zabihullah Mujahid,.
Finalement, c'est Daech, coutumier des attentats dans des zones peuplées en grande partie de hazaras chiites duodécimains (comme celle où se trouvait le centre éducatif Kawsar Danech), qui revendique la responsabilité de l'attaque dans un communiqué sur Telegram, sans toutefois fournir de preuves concrètes de son implication.

## Réactions

### Nationales
- Abdullah Abdullah, président du Haut conseil pour la réconciliation nationale, a publié un communiqué condamnant l'attaque contre le centre éducatif Kawsar[4]. Il déclare notamment dans celui-ci : « Nous condamnons fermement cette attaque inhumaine, qui est contraire aux valeurs islamiques et humaines » et « Des terroristes lâches et athées ont montré qu'ils n'adhèrent à aucune religion ni à aucun principe en attaquant des enfants et des étudiants innocents et opprimés »[9].
- Shaharzad Akbar, présidente de la Commission indépendante des droits de l'homme en Afghanistan, a qualifié l'attaque du centre éducatif de « crime de guerre » sur son compte twitter[9]. La Commission afghane des droits de l'homme a demandé au gouvernement d'enquêter de manière approfondie sur l'attaque du centre éducatif Kawsar Danech dans l'ouest de Kaboul, et d'arrêter et de poursuivre les auteurs de l'attaque[13].
- l'ancien président Hamid Karzai a condamné l'attaque du 24 octobre dans un communiqué. Il s'est dit préoccupé par l'augmentation du nombre de victimes et de la violence dans le pays et a appelé les parties impliquées à mettre fin à la violence et à œuvrer pour le succès des pourparlers de paix afin de mettre fin aux souffrances de la population et d'assurer une paix durable dans le pays[5].
- Karim Khalili, ancien président du Haut Conseil pour la paix (en) et chef du Parti de l'unité islamique d'Afghanistan, a également condamné l'attaque, la qualifiant de « crime contre l'humanité »[5].
- Salahuddin Rabbani, le chef du Jamiat-e Islami, a réagi à l'attaque en écrivant sur Facebook : « Les attentats-suicides contre les centres éducatifs, répétés à plusieurs reprises, sont un signe de la haine profonde des ennemis du peuple afghan pour le savoir, la connaissance, la conscience et le progrès du peuple et de la société. Par ces actes criminels, les terroristes montrent qu'ils n'adhèrent à aucune valeur et qu'ils sont engagés dans la destruction complète de cette société et de cette terre. »[5].

### Internationales
- Iran : Saïd Khatibzadeh (fa), porte-parole du ministère des Affaires étrangères de l'Iran, a déclaré : « La République islamique d'Iran condamne fermement ce crime horrible et présente ses condoléances au peuple et au gouvernement afghan », avant d'ajouter : « Ce soir, l'Iran pleure l'Afghanistan »[14].
- États-Unis : Ross Wilson, chargé d'affaires à l'ambassade américaine à Kaboul, a condamné l'attaque contre le centre éducatif Kawsar, affirmant que « le peuple afghan voulait la paix et rejetait une telle violence ». Il a dit que « les États-Unis soutiennent le peuple afghan »[9].
- Union européenne : le représentant spécial de l'UE en Afghanistan, Roland Kobia, a qualifié l'attaque de « lâche » et l'a condamnée[9]. Il a également fait savoir que la pleine unité de la communauté internationale et une pression généralisée étaient nécessaires pour établir un cessez-le-feu immédiat[5].